# 王羆
王 羆（おう ひ、生年不詳 - 541年）は、北魏・西魏の軍人。字は熊羆。本貫は京兆郡覇城県。

## 経歴
後漢の河南尹の王遵の後裔といい、雍州京兆郡の豪族の家に生まれた。成長すると、剛直で公平な人物として、州郡の畏敬を受けた。北魏の太和年間、殿中将軍の号を受けた。ときに南岐州と東益州の氐や羌が北魏の統治に反抗すると、北魏の討伐軍は敗北を喫した。そこで王羆は朝廷の命令を受けて、羽林5000人を率いて梁州に入り、この反乱を鎮圧した。凱旋すると、右将軍・西河国内史に任じられたが、固辞して受けなかった。後に恒農郡太守となった。
525年（孝昌元年）、南朝梁の曹義宗が荊州を包囲すると、王羆は別将の裴衍とともに救援におもむいた。梁軍を浙陽で破って、荊州の包囲を解いた。荊州刺史となり、撫軍将軍の号を受けた。526年（孝昌2年）、梁の曹義宗が数万の兵を率いて再び荊州を包囲し、州城を水攻めにした。当時、北魏の国内は混乱が続いていたため、荊州に当面の援軍がなかった。王羆は城中の食糧に事欠きながらも、これを兵士に公平に分配して、防戦を続けた。528年（建義元年）、費穆が曹義宗を撃破して捕らえ、荊州の包囲は解かれた。王羆は防戦の功により覇城県公に封じられた。まもなく車騎大将軍・涇州刺史に転じた。534年（永熙3年）、宇文泰が挙兵すると、王羆はその先鋒に志願して、大都督となり、華州に駐屯した。
孝武帝が関中に入ると、王羆は驃騎大将軍の号を受け、侍中・開府を加えられた。535年（大統元年）、東魏の高歓の派遣した韓軌・司馬子如らが西魏の華州を襲撃した。ときに華州の州城は修築の途中で、梯子を城の外に出しているような状態だった。そこに韓軌の兵が梯子を上って城内に乗りこんできた。王羆は寝起きの裸の姿で、白挺を持って躍り出て大呼すると、味方を集めて東門の敵を撃破し、韓軌の兵を撤退させた。536年（大統2年）、関中が飢饉に苦しみ、軍費を調達するために民間の食糧を強制的に供出させたが、王羆の統治する華州からは怨言が聞こえなかったと言われる。537年（大統3年）、沙苑の戦いに先だって、高歓の率いる東魏の大軍が華州の城下に迫ったが、王羆が死戦を誓って降らないのを見て、高歓は城を攻めることなく転進した。
540年（大統6年）、柔然が黄河を渡って河南に侵入し、その斥候の騎兵が豳州にまで到達していた。西魏の朝廷はこれを憂慮して、兵馬を徴発して長安に戒厳が布かれた。尚書左僕射の周恵達は王羆を召し出して対策を議論しようとした。しかし王羆は「もし柔然が渭北にやってきても、郷里の兵だけで撃退できよう」と豪語して、召命に応じなかった。王羆の朝廷の権臣を軽侮する態度は、いつもこのようなものであった。541年（大統7年）、華州で死去した。太尉の位を追贈された。
子の王慶遠は、功臣の子として直閤将軍の号を受けたが、王羆に先だって死去した。孫の王長述が後を嗣いだ。

## 伝記資料
- 『周書』巻18 列伝第10
- 『北史』巻62 列伝第50